# Konatice
Konatice (cyr. Конатице) – wieś w Serbii, w mieście Belgrad, w gminie miejskiej Obrenovac. W 2011 roku liczyła 779 mieszkańców.